# Lithiase salivaire
 Mise en garde médicale
Une lithiase salivaire ou sialolithiase est la formation et migration de concrétions calciques dans les voies excrétrices de la salive. Pathologie très fréquente à partir de 5 ans sans étiologie connue. La glande submandibulaire est la plus fréquemment atteinte.

## Symptomatologie

### Phase de latence
Pas de signes fonctionnels. Elle peut être découverte fortuitement lors d’un examen clinique (noyau dur légèrement douloureux lors de la palpation). La radiographie révèle une opacité du plancher buccal.

### Phase d’expression clinique

#### Abcès intra-canalaire
Similaire à un corps étranger générant un abcès et une inflammation (rougeur, chaleur, douleur et tuméfaction). La pression fait sourdre une goutte de pus à l’origine du canal de Wharton.

#### Abcès péri-canalaire
Diffusion de l’infection. Douleur importante, gêne de la parole et de la déglutition, fièvre possible.

#### Submandibularite lithiasique aiguë
L’infection atteint la glande ; signes inflammatoires et douleur au niveau du plancher buccal et de la région submandibulaire particulièrement importants.

#### Submandibularite lithiasique chronique
La glande se sclérose et se perçoit comme une tuméfaction ferme et mobile, sensible lors de la palpation.

## La radiologie

### Radiographie sans préparation
Les glandes salivaires n’apparaissent pas sur les clichés radiographiques standards. Le parenchyme et les canaux excréteurs ne sont pas radio-opaques. Ces clichés trouvent leur utilité lors de certaines pathologies. Les clichés standards peuvent être utiles pour détecter des lithiases, des calcifications de pathologies inflammatoires et des calcifications dystrophiques tumorales parfois rencontrées dans des adénomes pléomorphes. Ils comprennent une face et un profil oblique pour la glande parotide, un profil et un trois-quarts ainsi que des clichés endobuccaux réalisés sur films sans écran pour la glande sub-mandibulaire. La tomographie panoramique des maxillaires est utile pour visualiser l’ensemble des maxillaires. Ils représentent le premier temps d'une sialographie conventionnelle[source insuffisante].

### Sialographie
La sialographie est la plus ancienne des méthodes d'exploration des glandes salivaires. Réalisée avec des produits hydrosolubles, elle se pratique toujours après avoir pris des clichés sans préparation pour identifier des calcifications.
La technique en est relativement simple et parfaitement connue depuis des décennies, cependant un rappel s’impose. Pour réaliser cet examen, il est indispensable de réunir des conditions techniques adéquates.
Le patient sera en position assise dans un fauteuil d’examen équipé d’un scialytique, permettant un éclairage optimum de la cavité buccale (fauteuil d’examen ORL ou dentaire). Après avoir dilaté à l’aide de sondes lacrymales calibrées fines l’orifice du canal excréteur de la glande salivaire soit parotide soit sub-mandibulaires, on met en place un cathéter spécialement conçu à cet effet. Il est indispensable de ne pas traumatiser l’ostium. Il est possible de réaliser cet examen sous loupe binoculaire, ce qui facilite grandement la vision de l’orifice et sous anesthésie locale faite à l’aide d’un spray de Xylocaïne.
Le volume injecté de liquide de contraste se fera le plus doucement possible. La quantité est fonction de la douleur ressentie par le patient. En effet, la mise en tension de la capsule de la glande entraîne les douleurs. Dès que le patient ressent une gêne, il conviendra d’arrêter. Il ne sert à rien d’avoir une effraction de la capsule, entraînant de vives douleurs et n’apportant pas de renseignement supplémentaire quant au diagnostic.
Les clichés seront pris de façon standard en cours de remplissage de la glande. Au niveau de la glande sub-mandibulaire, on pratiquera des incidences de profil, mais aussi de trois quarts afin de dégager parfaitement la glande sous le bord inférieur du ramus mandibulaire. Au moins quatre clichés seront ainsi effectués. Au niveau de la glande parotide, les incidences seront de face en rasant bien la convexité de la glande en réplétion, et de profil, le cou en extension et en tournant légèrement la tête du côté opposé à la glande examinée. Quatre clichés seront ainsi effectués. Avec l’aide de la radiologie numérisée, il est possible de faire varier les contrastes et ainsi de dégager les structures anatomiques des glandes salivaires. Les clichés d’évacuations seront toujours pris au moins trente minutes après l’injection et si possible après avoir fait saliver le patient. Deux incidences seront refaites, de face et de profil. Au besoin, un cliché plus tardif, une heure après sera nécessaire pour bien vérifier qu’il n’existe pas de stase salivaire.
Cet examen doit conserver toutes ses indications, car il reste facile à effectuer, donnant d’excellentes images des glandes salivaires et d’un coût modique.
Les contre-indications sont principalement les allergies à l’iode, mais un traitement préventif anti-allergique peut réduire les troubles, et les infections purulentes ou non. Un traitement anti-infectieux sera alors administré dix jours avant l’examen comprenant un antibiotique type spyramicine associé à un corticoïde et un anti-spasmodique.
Cette technique est intéressante pour la pathologie médicale :  lithiases, sialodochites et sialadénites, pathologies auto-immunes, sialoses où les images sialographiques sont parfois pathognomoniques). Il n'y a pas d'intérêt à pratiquer une sialographie en pathologie tumorale.
Rappelons enfin, que son coût est faible par rapport aux renseignements fournis[source insuffisante].

### Sialendoscopie
La sialendoscopie est une technique chirurgicale récente mini-invasive permettant le diagnostic et le traitement des pathologies des glandes salivaires principales. Du grec sialon (salive), endo (dedans) et skopein (regarder), la sialendoscopie consiste donc en l’exploration, par les voies naturelles, de l’intérieur des canaux salivaires. Elle permet aussi de réaliser, dans le même temps opératoire, certains gestes tels qu’une extraction de lithiase salivaire ou une dilatation de sténose canalaire.

### Échographie
Au cas où la lithiase ne soit pas visible par radiographie, ou si impossibilité de cathétériser le canal de Wharton.

## Les formes cliniques

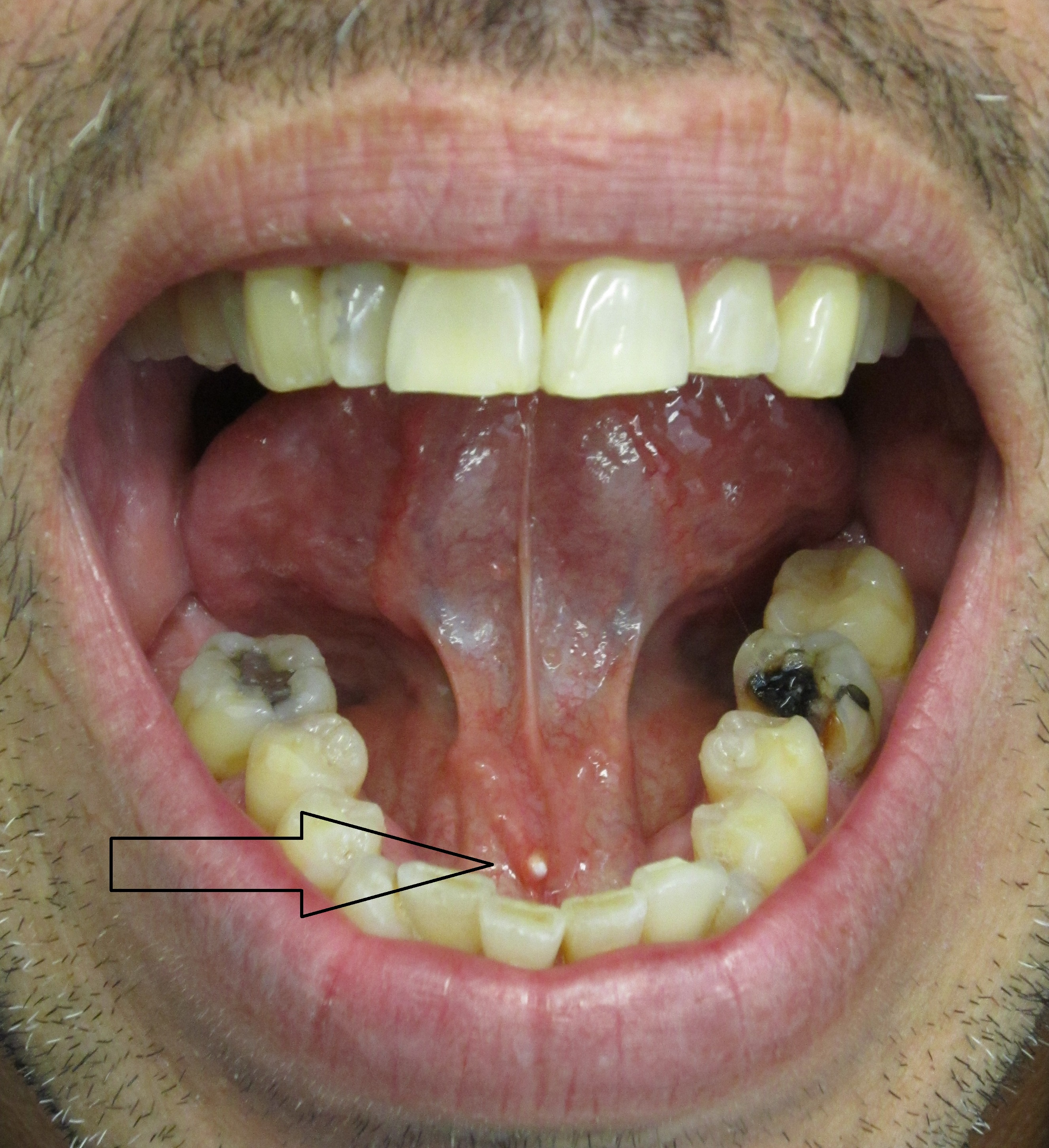
Calcul dans le canal salivaire submandibulaire

### Lithiase de la glande parotide
Idem que pour la glande sous-maxillaire, mais sur le trajet du canal de Sténon et dans la zone de projection de la glande sous-maxillaire.

### Lithiase des glandes salivaires accessoires
La lithiase des glandes salivaires accessoires est une pathologie rare. Cette rareté est en fait due à une méconnaissance diagnostique.
Le nodule douloureux sous-muqueux, motif de consultation le plus fréquent est non spécifique, et ce n’est qu’après un examen clinique orienté et une radiographie à rayons mous, qu’on confirme le diagnostic dans 50 % des cas.
Les facteurs favorisants sont communs à tous les types de lithiases.

## Diagnostic différentiel
Atteintes virales (oreillons, virus coxsackie), bactériennes. C’est l’évolution qui permettra de redresser le diagnostic.

### Traitement médical
- Antispasmodiques (pour favoriser la vidange salivaire) de façon préventive et au moment de la crise
- Antibiotiques à large spectre pour éviter l’extension de l’infection ou la surinfection
- Anti-inflammatoires et analgésiques
- Les médicaments destinés à augmenter ou diminuer la quantité de salive sont prescrits en fonction d’indications particulières

### Traitement chirurgical
- Exérèse simple du calcul : dans le cas d’une lithiase unique proche de l’ostium, sous anesthésie locale ou par sialendoscopie
- Exérèse glandulaire : le seul traitement radical
- Sous-maxillectomie : respect des éléments nerveux (nerf facial, lingual, hypoglosse), et fermeture plan par plan sur drainage aspiratif.
- Résection avec analyse histologique extemporanée à l'amygdale droite + cervicotomie exploratrice, à la suite d'une gêne suspecte de l'amygdale droite avec tumèfaction sous mandibulaire droite

### Les soinsinfirmiers
- Pansement légèrement compressif pour combler le vide, refait après 48 heures de la même manière, puis allégé 24 à 48 heures après suppression du drainage
- Retrait du drainage dès arrêt de la production (2e ou 3e jour)
- Retrait des points au 5e ou 6e jour
- Prescriptions post opératoires variables (antibiotiques et analgésiques selon les cas)
- Surveillance d’une possible paralysie faciale inférieure par atteinte du rameau marginal mandibulaire